# Michel Houellebecq
Michel Houellebecq [miʃɛl wɛlˈbɛk] (født Michel Thomas 26. februar 1958 på Réunion) er en kontroversiel og prisvindende fransk forfatter. Som følge af forfølgelse, der bl.a. medførte tiltale for racisme, hvad han frikendtes for i retten, forlod Houellebecq Frankrig for at bosætte sig i Irland og siden i Andalusien. På nuværende tidspunkt bor han atter i Frankrig.
Houellebecq blev civilingeniør i 1978. Senere arbejdede han som computeradministrator i Paris, blandt andet i den franske nationalforsamling. Han brød igennem som forfatter med romanen Udvidelse af kampzonen fra 1994 (på dansk i 2002), i 1998 vandt han Prix Novembre med Elementarpartikler (på dansk i 2001). I 2001 udkom Platform og bidrog til Houellebecqs brede gennembrud. Muligheden af en ø udkom i 2005. Hans roman Kortet og Landskabet (La carte et le territoire) skaffede ham i 2010 den vigtige franske litteraturpris Prix Goncourt.
Houellebecqs roman Underkastelse (Soumission) foregår i et dystopisk Frankrig i 2022, hvor præsidentposten overtages af en islamistisk politiker; romanen påkaldte sig derfor stor opmærksomhed ved at udkomme 7. januar 2015 – samme dag som det islamistiske terrorattentat på satireavisen Charlie Hebdo. Romanen beskriver borgerkrigslignende kampe i Frankrig imellem islamister og højreorienterede, der af romanens danske oversætter, Niels Lyngsø, er blevet sammenlignet med det, der skete i Frankrig i dagene efter terroraktionen.
Efter at han overfor fransk presse havde påstået, at hans mor var død, udgav hans stadig lyslevende mor, den 83-årige Lucie Ceccaldi, i 2008 bogen Den uskyldige, hvor hun kalder sin søn "en parasit" og "en løgner".
I forbindelse med udgivelsen af romanen La Carte et le territoire blev det afsløret, at Houellebecq havde bedrevet plagiat ved direkte afskrift af Wikipedia. Forfatteren kvitterede med et "tak" til Wikipedia.
Houellebecqs romaner er fælles kendetegnet ved opfattelsen af en vestlig verden, hvor markedskræfternes indflydelse har spredt sig til alle områder af livet. Det domæne, han især er blevet berømt for at beskæftige sig med, er seksualitetens. Her er inddelingen i vindere og tabere, alderens nedbrydende indflydelse og de selvrealiserende individualisters brutale kynisme alle uundgåelige betingelser, der så godt som udelukker nogen form for mellemmenneskelig kærlighed. Hans romaners fortællerfigurer er grundlæggende påvirket af, at kærligheden og det erotiske liv er blevet kampzone for markedskræfterne, og Michel Houellebecqs skandaleombruste karriere skyldes især den narcissistisk voldelige og pornografiske virkelighed, som hans hovedpersoner fuldt ud oplever og identificerer sig med.
Udvidelse af kampzonen er blevet filmatiseret af Philippe Harel og er for Det Kongelige Teater blevet omsat til et skuespil på dansk af Jens Albinus.